# 長野県道218号北林飯島線
長野県道218号北林飯島線（ながのけんどう218ごう きたばやしいいじません）は、長野県上伊那郡中川村大字大草字北林の長野県道18号伊那生田飯田線交点を出発し、同村大字片桐で国道153号と交差し、飯島町七久保の飯田線七久保駅にいたる一般県道。

## 概要

### 路線データ
- 起点：上伊那郡中川村大字大草字北林（長野県道18号伊那生田飯田線交点）
- 終点：上伊那郡飯島町大字七久保（飯田線七久保駅）

## 交差する道路
- 長野県道18号伊那生田飯田線（起点）
- 国道153号（田島交差点・片桐交差点間）
- 長野県道219号七久保停車場線（終点）